# Waleri Andrejewitsch Ponomarjow

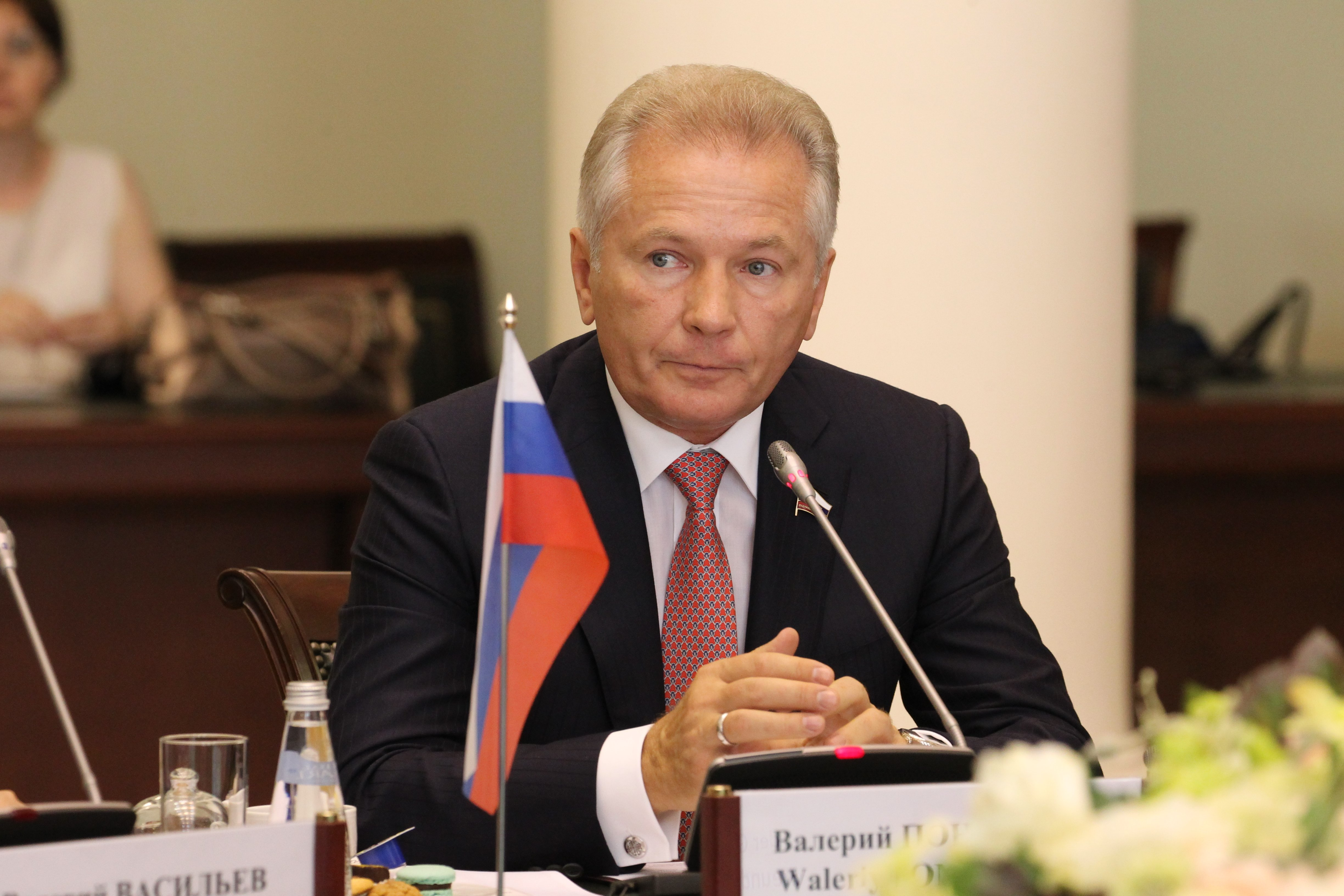
Walerij Ponomarjow beim Treffen der Deutsch-Russischen Freundschaftsgruppe 2019

Waleri Andrejewitsch Ponomarjow (russisch Валерий Андреевич Пономарёв; * 17. August 1959 in Tichoje, Oblast Sachalin, Russische SFSR, Sowjetunion) ist ein russischer Politiker der Partei Einiges Russland, Mitglied des Föderationsrates und Geschäftsmann. Als Unterstützer des russischen Angriffskrieges gegen die Ukraine steht er auf Sanktionslisten westlicher Länder.

## Leben

### Ausbildung
1983 absolvierte Waleri Ponomarjow eine Ausbildung am Nowosibirsker Institut für sowjetischen Genossenschaftshandel (SibUPK) der Staatlichen Universität Nowosibirsk. 1992 schloss er sein Studium der internationalen Wirtschaftsbeziehungen an der Allunionsakademie für Außenhandel in Moskau ab. 1997 machte er ein Aufbaustudium an der Russischen Akademie für öffentliche Verwaltung beim Präsidenten der Russischen Föderation. Ponomarjow ist promovierter Wirtschaftswissenschaftler.

### Politik
Seine Karriere in der Politik startet er 1984 als Sekretär des Komsomol-Bezirkskomitees Bystrinsky, dann als Leiter der Propagandaabteilung des Komsomol-Regionalkomitees Kamtschatka.
Waleri Ponomarjow war von 2007 bis 2011 Abgeordneter in der gesetzgebenden Versammlung der Region Kamtschatka.
Seit 19. Dezember 2011 ist er Mitglied des russischen Föderationsrates als Vertreter für Kamtschatka.  Am 13. Oktober 2021 wurde er bis September 2026 für diese Funktion wiedergewählt.
Er war der letzte Vorsitzende der Deutsch-Russischen Freundschaftsgruppe seitens des Föderationsrates. Sein Pendant auf deutscher Seite war Manuela Schwesig.
Ponomarjow hat dem Dekret des Föderationsrates Nr. 35-SF vom 22. Februar 2022 „Über den Einsatz der Streitkräfte der Russischen Föderation außerhalb des Territoriums der Russischen Föderation“ zugestimmt.

### Vermögen und Geschäftstätigkeiten
Forbes Russland führt Waleri Ponomarjow auf Platz fünf im Rating der 100 Staatsangestellte mit den höchsten Einkommen 2021.
Der Föderationsrat hat auf seinem Internetangebot das erklärte Jahreseinkommen von Ponomarjow für das Jahr 2021 mit 4.216.966.735 russischen Rubel angegeben.
Er ist laut Forbes Mitinhaber von einem der größten Fischereiunternehmen in Kamtschatka (Okeanrybflot). Mit 55 % Beteiligung des deutschen Partners Tönnjes gründete er die Firma ZNAK LCC (Hersteller von Kfz-Kennzeichen).